# ققنوس (نمایش‌نامه)
ققنوس نام یک نمایش‌نامه به قلم محمود دولت‌آبادی است. این نمایش‌نامه در سال ۱۳۵۸ نوشته و در سال ۱۳۶۱ منتشر شده‌است.